# Quinton Spain
Quinton Lamar Spain (Petersburg, Virginia; 7 de agosto de 1991) más conocido como Quinton Spain, es un jugador profesional estadounidense de fútbol americano, se desempeña en la posición de guard en Cincinnati Bengals, en la National Football League (NFL).

## Carrera
Fue parte del plantel de Tennessee Titans durante cuatro temporadas (2015-2019), estuvo dos temporadas en Buffalo Bills (2019-2020) y lleva dos temporadas en Cincinnati Bengals, donde comenzó a jugar en 2020.